# NGC 5916
NGC 5916 este o galaxie spirală situată în constelația Balanța. A fost descoperită în 5 iunie 1836 de către John Herschel. Se află la o distanță de 19,32 megaparseci de Pământ.